# Microliabum
Microliabum là một chi thực vật có hoa trong họ Cúc (Asteraceae).

## Loài
Chi Microliabum gồm các loài: